# Laphria felis
Laphria felis är en tvåvingeart som först beskrevs av Osten Sacken 1877.  Laphria felis ingår i släktet Laphria och familjen rovflugor. Inga underarter finns listade i Catalogue of Life.